# Nisha Madaran
Nisha Madaran (11 januari 1988) is een Surinaamse zangeres en songwriter. Ze zingt popmuziek in Indiase muziekstijlen. Ze heeft voor verschillende formaties gezongen en had in 2015 een grote nummer 1-hit in Suriname met Bryan B. Haar solohits Tu hi mera dil en Mere Soniyaa werden miljoenen malen bekeken op YouTube. Tussen 2013 en 2023 viel ze meermaals in de prijzen tijdens de jaarlijkse SuMusic Awardshow, en heeft inmiddels de meeste muziek awards op haar naam staan in Suriname.

## Biografie
Nisha Madaran begon op een leeftijd van vijf à zes jaar te zingen en zong vanaf haar zestiende in haar familieband Nice & Easy. Ze studeerde Surinaams recht aan de Universiteit van Suriname. Ze slaagde in 2021 als bachelor en op 8 januari 2024 als meester in de rechten.
In 2019 startte ze haar studie aan het conservatorium van Suriname. Ze zingt in de stijlen Bollywood, klassiek Indiase muziek en westerse popmuziek in de talen Engels, Sranantongo, Nederlands, Spaans en Frans. Ze staat bekend als Fusion Queen omdat ze fusionmuziek en andere muziekstijlen in verschillende talen bij elkaar brengt. Ze werkte samen met artiesten uit Suriname, Frankrijk, Cuba, Nederland en India. Haar manager en producer is haar man, Ignaz Ahmadali.
Haar muziekloopbaan kwam in een treinversnelling toen ze in de concerten van Yaadgaar Orchestra begon te zingen, een orkest dat begeleiding geeft tijdens Bollywoodconcerten. Ze trad op met Yaadgaar in Suriname, Guyana, Trinidad en Nederland. In de afgelopen jaren stond ze met artiesten op het podium als Re-Play, Nick & Simon, Bryan B, Sonu Nigam, Babul Suprio, de Indiase band Sanam, Radjes Pawar, Mukthar Sha en Rakesh Maini. Verder zong ze met Powl Ameerali en Maroef Amatstam tijdens de show van de SuriToppers van 2018.
In Suriname kreeg ze meer bekendheid door haar samenwerking met de Surinaams-Nederlandse zanger Bryan B. Samen stonden ze in 2015 vijf weken op nummer 1 van de Nationale Top 40 Suriname met het nummer Pyar hamara. Solo heeft ze inmiddels meerdere nummers uitgebracht die meer dan een miljoen maal werden bekeken op YouTube, namelijk Mere soniyaa (Mijn liefde), Tu hi mera dil (Je bent mijn hart) en Baby tere liye (Liefje, voor jou), Oeff...ye dil (Oeff... dit hart), Yeh vaada raha (Het is beloofd). In februari 2020 bracht ze haar eerste volledig Nederlandstalige nummer Mijn ware liefde uit met de harmonie Re-Play-zangers, met wie ze 2 grote concerten in Suriname heeft gegeven.
Ze verkreeg van de SuMusic Awardshow de SuMusic Artist of the Decade Award daar zij in totaal 22 award gewonnen heeft, het meeste ooit. Daarnaast ontving ze van andere Surinaamse, Nederlandse en Indiase organisaties 13 awards alsook 4 onderscheidingen.
In 2015 won ze tijdens de Suriname Summer Award Show met 46.000 sms'jes de publieksprijs (People's Choice Award) en de Best Female Award. In 2016 kreeg ze vier prijzen, waaronder naast deze zelfde ook de Best Hindi en Best Collaboration, in 2017 ontving ze opnieuw deze vier prijzen (het evenement heet inmiddels de SuMusic Awardshow) en in 2018 vijf prijzen, namelijk de People's Choice Award, Best Female, Best Hindi Artist, Beste Collaboration en Best Song of the Year 2018. In 2019 werd ze bekroond met de Best Female, Best Hindi, Beste collaboratie, de Peoples Choice Award en een prestige award voor "Integratie van muziek en culturen" in haar producties.
In 2015 werd ze in Nederland bekroond met de 'Vier Leeuwen Speld' omdat ze muziek en culturen samenvoegt. In 2016 werd ze, vanwege haar muziek en haar vele sociale projecten, door de Republiek Suriname geridderd in de Ere-Orde van de Gele Ster. In augustus 2018 bezocht Madaran Mumbai voor de opnames van muziek producties met verschillende Indiase topmuzikanten.
Madaran ondertekende in december 2018 als eerste artiest van haar generatie uit de Caricom en Nederland een Bollywoodmuziekcontract, en wel met CK Arts, een Bollywoodfilmproducent uit Mumbai. 
In januari 2019 begon Madaran een muziekproject genaamd "Medley in Love with Nisha Madaran", waarin ze nieuwe en bijzondere talenten presenteert, met de bedoeling hen op weg te helpen in hun muziekcarrière. 